# HD 205541
HD 205541，又名BD+23 4346，SAO 89819、HR 8258，是一颗恒星，视星等为6.11，位于銀經75.94，銀緯-20.05，其B1900.0坐标为赤經21h 30m 55.5s，赤緯+24° -20.05′ 22″。